# Dromomerícids
Els dromomerícids (Dromomerycidae) són una família de mamífers artiodàctils de la superfamília dels cervoïdeus que visqueren a Nord-amèrica des del Miocè inferior fins al Pliocè inferior, fa entre 4,9 i 20,4 milions d'anys. Se n'han trobat restes fòssils al Canadà i els Estats Units. A diferència dels cèrvids, amb els quals tenien un parentesc distant, estaven dotats de banyes permanents de nucli ossi. Les banyes presentaven una diversitat morfològica considerable. Eren animals brostejadors. Desaparegueren a principis del Pliocè a causa del canvi climàtic que provocà el retrocés dels boscos dels quals depenien. Els cèrvids ocuparen els seus nínxols ecològics.
De vegades són classificats com a subfamília dels paleomerícids.